# Die Zeit
Die Zeit (Timpul) este o publicație săptămânală din Germania, care a  apărut pentru prima oară la data de 21 februarie 1946.
Din anul 1966 redacția ziarului aparține de editura Holtzbrinck. Publicația apare în fiecare zi de joi sau, în cazuri speciale, vinerea. Sediul redacției publicației se află, încă de la înființare, în Hamburg. Din punct de vedere politic articolele publicate au un caracter liberal, fiind adresate îndeosebi persoanelor cu studii superioare.